# Arbeitskreis für deutsche Dichtung
Der Arbeitskreis für deutsche Dichtung (AfdD) ist ein 1957 in Göttingen von dem Germanisten und Pädagogen Walther Jantzen gegründeter literarischer Verein mit Schwerpunkt auf der Dialektliteratur, Heimatdichtung, den Autoren deutscher Sprachinseln und Ostgebiete des deutschen Reichs, dessen Mitglieder aus dem Umfeld der bündischen Jugendbewegung kamen.

## Geschichte
Im Dezember 1956 richtete Walther Jantzen (1904–1962) einen Aufruf zur Gründung des Arbeitskreises an seinen Freundes- und Bekanntenkreis, der zu einem großen Teil aus Mitgliedern der Bünde der Jugendbewegung bestand. Eine vorbereitendes Treffen fand am 5. Januar 1957 statt. Die ersten Aktivitäten des Arbeitskreises beruhten überwiegend auf den persönlichen Beziehungen seines Gründers zu den geladenen Gästen. An Wochenendtagungen stellte sich jeweils ein Autor mit seinem Werk vor. 1957 erschien mit der Festschrift zum 60. Geburtstag von Heinz Steguweit die erste Publikation des Arbeitskreises. Die ersten drei große Tagungen fanden auf Burg Ludwigstein und in der Altwanderherberge „Hans-Breuer-Haus“ in Inzmühlen in der Lüneburger Heide statt. Es wurden dramatische Vorstellungen, Rezitationen, Vorträge, Lesungen und Konzerte veranstaltet. Am 20. November 1966 gab sich der Arbeitskreis während einer ersten offiziellen Mitgliederversammlung eine Satzung. 
Prägend für die heutigen Aktivitäten des AfdD ist einem Beitrag des Literaturwissenschaftlers Malte Lorenzen im Jahrbuch Jugendbewegung und Jugendkulturen 2016 zufolge „die völkische Ideologie, der Geschichtsrevisionismus und die antimoderne Kulturkritik, die im Rahmen der scheinbar unpolitischen Beschäftigung mit Literatur wiederholt propagiert“ werden. Lorenzen verortet den Verein „im politischen Spektrum zwischen Rechtskonservatismus und Rechtsextremismus“. Mitglieder im AfdD-Vorstand sind Rechtsradikalen-Szene-Anwalt Björn Clemens, langjähriges Vorstandsmitglied und Pressesprecher der von Angehörigen der NSDAP und SS gegründeten Gesellschaft für freie Publizistik, sowie Merlind Dröse, jahrelang aktives Mitglied im neurechten Freibund und der Deutschen Volksunion (DVU). Der konservative niederdeutsche Schriftsteller Moritz Jahn war bis zu seinem Tod Ehrenvorsitzender des Vereins. Der Arbeitskreis beteiligte sich ab 2014 an der seit 2011 auf Initiative des Freien deutschen Autorenverbandes Thüringen herausgegebenen Literaturzeitschrift Lindenblatt: Jahresschrift für Schöne Literatur, und in dem Autoren wie Sebastian Hennig, Rolf Schilling, Björn Clemens, Baal Müller oder Jens Lange (unter dem Künstlernamen „Johann Felix Baldig“) regelmäßig publizieren.
Bevorzugte Tagungsstätten waren die Jugendgästehäuser in Einbeck und Duderstadt. Ein Anruf aufgrund der vermuteten rechtsintellektuellen Ausrichtung des Vereins führte 2017 zur Unterbrechung der bislang letzten Tagung des AfdD in Duderstadt mitten im Vortrag. Der Herbergsleiter kündigte am Nachmittag in Absprache mit dem Träger des Jugendgästehauses, der djo – Deutsche Jugend in Europa den Vertrag mit dem Verein und sprach ihm ein Hausverbot aus. Nach dem Umzug aller Anwesenden in das Hufhaus Ilfeld wurde die Tagung noch am selben Abend fortgesetzt. Nach Einschätzung der Landesregierung Thüringen gilt das Hufhaus als Treffpunkt der rechten Szene aus ganz Deutschland.

## Vereinsvorsitzende
- 1966 Paul Kurt Herrmann
- 1974 Gero Kutzleb
- 1977 Hans-Joachim Sander
- 2004 Wolf-Dieter Tempel
- 2012 Gabor Schuster
- 2014 Uwe Lammla
- 2024 [vakant]

## Gäste
Gastautoren des Arbeitskreises für deutsche Dichtung waren unter anderem: Joachim Werneburg, Rolf Schilling, Michael Beleites, Reinhard Falter, Sebastian Hennig, Eva Strittmatter, Margarete Dierks, Siegmar Faust, Willi Fährmann, Gabriele Engelbert, Will Vesper, Ulrich Schacht, Friedrich Schnack, Hans Lipinsky-Gottersdorf, Hans Venatier, Mirko Jelusich, Bruno Brehm, Agnes Miegel, Arno Surminski, Wolf von Aichelburg, Manfred Hausmann, Georg Schwarz.

## Vereinspublikationen (Auswahl)
- Festgabe des Arbeitskreises für deutsche Dichtung zum 85. Geburtstag von Ernst Bacmeister. Göttingen 1959
- Dorothea Hollatz. Eine Auswahl aus Poesie und Prosa. Geburtstagsgabe der Bezirksgruppe Rhein-Main des "Arbeitskreises für deutsche Dichtung e.V." in Zusammenarbeit mit der Pommerschen Landsmannschaft, Hamburg 1960
- Walther Jantzen. Gedenkgabe. Göttingen 1962
- Festschrift für Ernst von Dombrowski zum 70. Geburtstag. Wien 1966
- Rudolf Otto Wiemer. Freundesgabe zum 70. Geburtstag des Dichters. Göttingen 1975
- Ernst Behrends. 19. Mai 1891 – Freundesausgabe. 1977
- Friedrich Franz von Unruh 16. April 1893 – Freundesgabe. Göttingen 1978
- Gerhart Schinke: Karl Heinrich Waggerl. Mensch und Werk. Göttingen 1981
- Otthinrich Müller-Ramelsloh. 6. Oktober 1904. Freundesgabe zum 80. Geburtstag. Göttingen 1984
- Erwin Neustädter. Freundesgabe zum 85. Geburtstag. Göttingen 1987
- Werner Schriefer. Freundesgabe. Göttingen 1976
- Dittker Slark. Friedrich Schnack. Im Gedenken an seinen 100. Geburtstag. 5. März 1988. Göttingen 1992
- Elisabeth von Ulmann – Freundesgabe zum 21. April 1999. Göttingen 1999
- Liselotte Greife: Vortrag zum 125. Geburtstag von Hans Grimm. Klosterhaus Verlag. Wahlsburg 2000